# Cargotec
Die Cargotec Oyj ist ein finnisches Unternehmen mit Sitz in Helsinki, das Geräte für die Verladung von Frachtgütern zum Transport zur See und auf der Straße herstellt.
Das Unternehmen war ursprünglich eine Abteilung von Kone, bis diese im Juni 2005 Cargotec abspaltete. Cargotec beschäftigt rund 12.600 Mitarbeiter weltweit in über 140 Ländern. Im Jahr 2022 belief sich der Umsatz auf rund 4,1 Milliarden Euro. Die B-Aktien von Cargotec werden an der Börse Helsinki gehandelt.
2013 wurde der Uetersener Schiffbau-Zulieferbetrieb Hatlapa übernommen.
Am 1. Oktober 2020 wurde bekanntgegeben, dass das Unternehmen mit Konecranes fusionieren will, dies wurde Ende März 2022 abgesagt, nachdem die britische Kartellbehörde Veto eingelegt hatte.

## Geschäftsbereiche

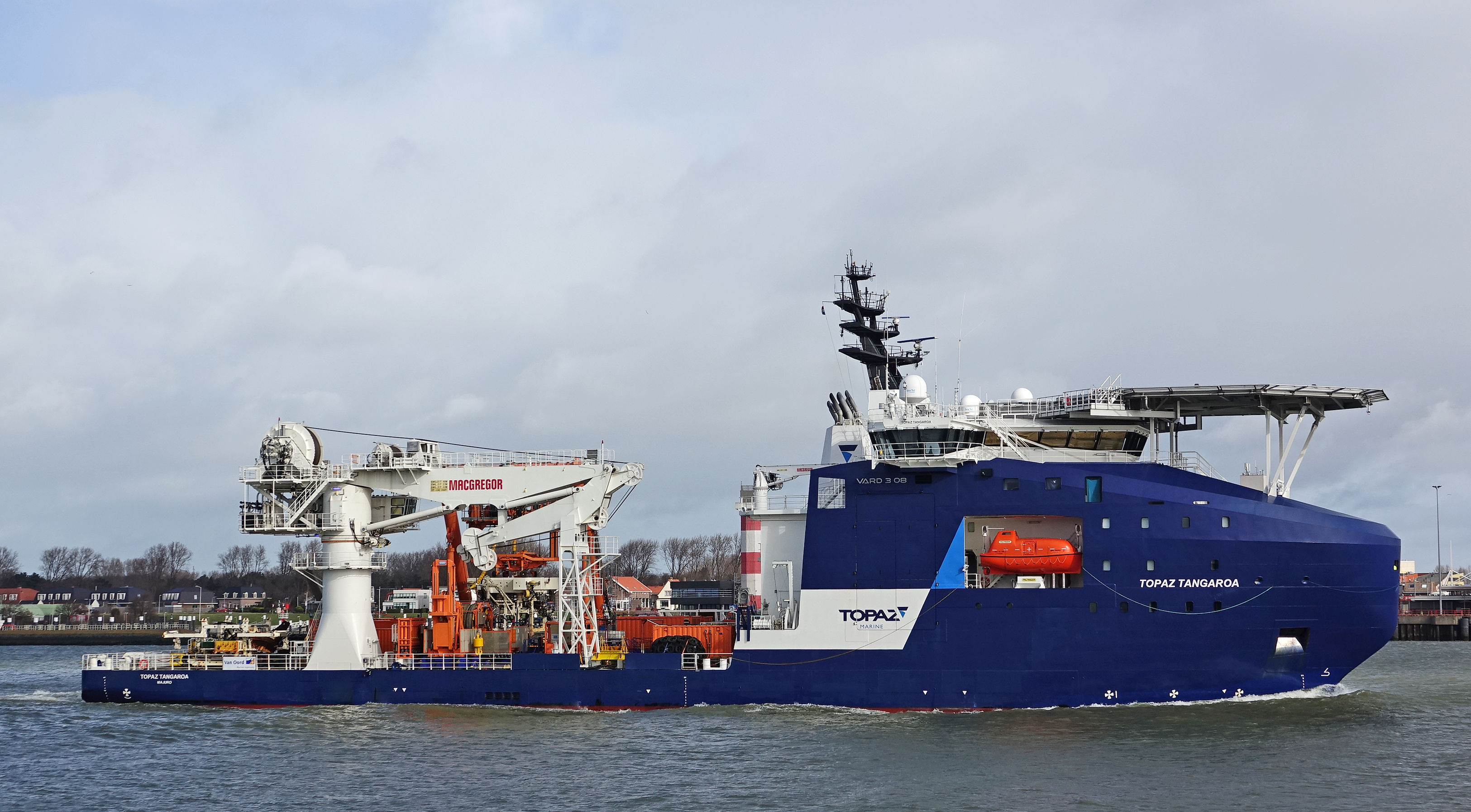
MacGregor-Schiffskran des Versorgers Topaz Tangaroa

- MacGregor: Die Produktpalette umfasst Deckel für Schiffsladeluken, Krane, Ausrüstung für RoRo-Schiffe und Häfen sowie Ausrüstung für Ladungssicherung, Schüttgut-Verladung für Schiffe und Terminals, Offshore- und maritime LogistikKalmar-Portalhubwagen im Hamburger Hafen

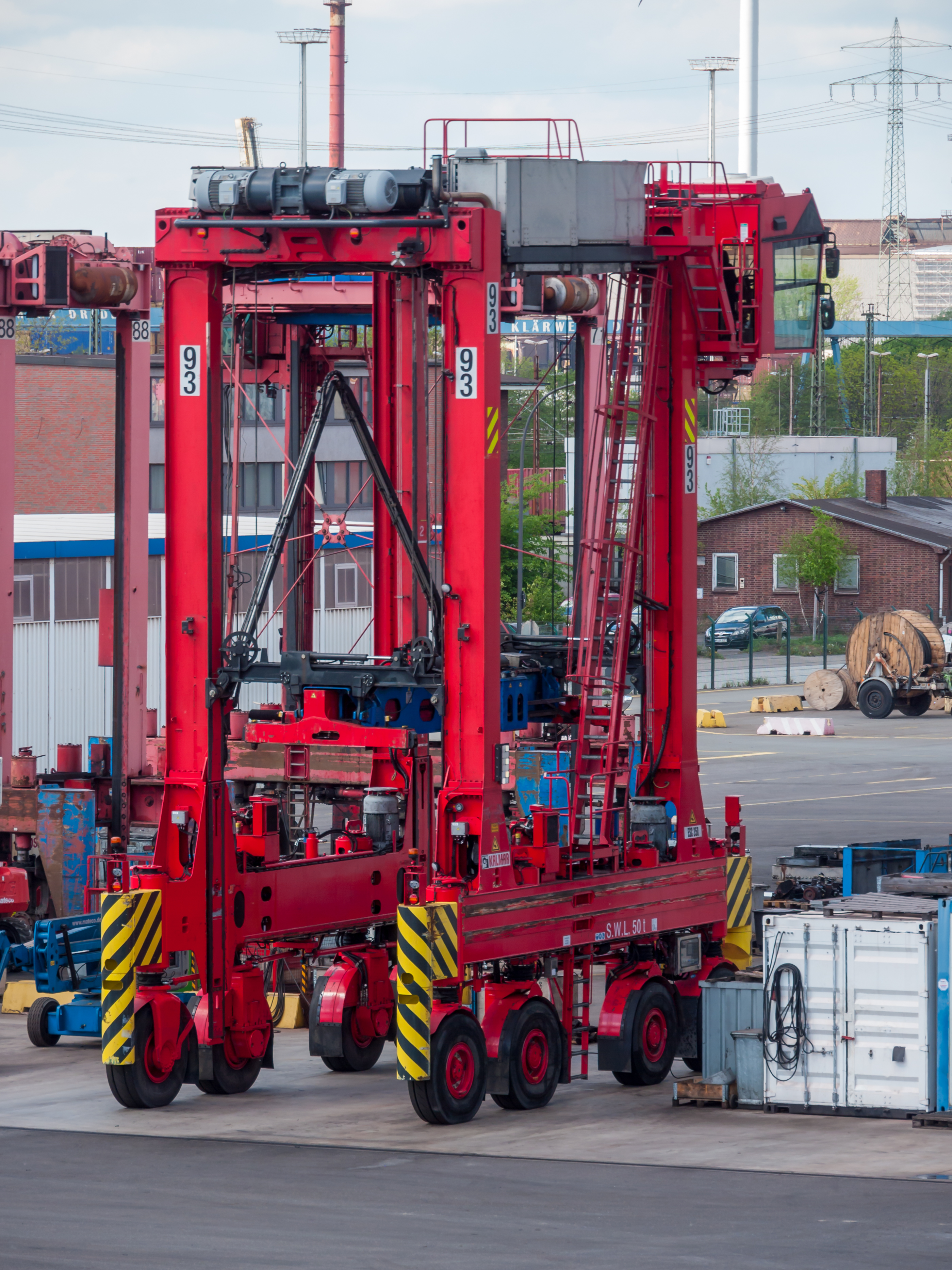
Kalmar-Portalhubwagen im Hamburger Hafen

- Kalmar: Die Marke stellt Flurförderfahrzeuge wie Terminal-Zugmaschinen, Reach-Stacker, Portalhubwagen, Gabelstapler für den Voll- und Leercontainerumschlag, Logstacker sowie halb- und vollautomatische Krananlagen her. Kalmar entstand 1973 durch Fusion mehrerer Hersteller.
- Hiab: Zur Produktpalette gehören Hiab-Lkw-Ladekräne, Jonsered- und Loglift-Forst- und Recyclingkräne, Moffett-Mitnehmstapler, Multilift-Wechselgeräte sowie Ladebordwände der Marken DEL, Waltco und Zepro. Die Hydrauliska Industri AB wurde 1944 in Schweden gegründet.[7]